# Европско првенство у атлетици на отвореном 2016 — штафета 4 × 100 метара за мушкарце
Такмичење у трци штафета 4 х 100 м у мушкој конкуренцији на Европском првенству у атлетици 2016. у Амстердаму одржано је 9. и 10. јула на Олимпијском стадиону.
Титулу освојену у Цириху 2014, одбранила је штафета Уједињеног Краљевства.

## Земље учеснице
Учествовала су 66. такмичара из 16 земаља.
1. Ирска (4)
2. Италија (4)
3. Немачка (5)
4. Норвешка (4)
5. Пољска (4)
6. Португалија (4)
7. Румунија (4)
8. Турска (4)
9. Уједињено Краљевство (4)
10. Украјина (4)
11. Финска (4)
12. Француска (4)
13. Холандија (5)
14. Швајцарска (4)
15. Шведска (4)
16. Шпанија (4)

## Рекорди
| Рекорди пре почетка Европског првенства 2016. | Рекорди пре почетка Европског првенства 2016.                                    | Рекорди пре почетка Европског првенства 2016. | Рекорди пре почетка Европског првенства 2016. | Рекорди пре почетка Европског првенства 2016. |
| --------------------------------------------- | -------------------------------------------------------------------------------- | --------------------------------------------- | --------------------------------------------- | --------------------------------------------- |
| Светски рекорд                                | Јамајка · (Неста Картер, Мајкл Фрејтер, Јохан Блејк, Јусејн Болт)                | 36,84                                         | Лондон, Уједињено Краљевство                  | 11. август 2012.                              |
| Европски рекорд                               | Велика Британија · (Џејсон Гарднер, Дарен Кембел, Марлон Девониш, Двејн Чемберс) | 37,73                                         | Севиља, Шпанија                               | 29. август 1999.                              |
| Рекорди Европских првенстава                  | Француска · (Макс Моринијер, Данијел Сангума, Жан-Шарл Труабалl, Бруно Мари-Роз) | 37,79                                         | Сплит, Југославија                            | 1. септембар 1990.                            |
| Најбољи светски резултат сезоне               | Канада „Б”                                                                       | 38,11                                         | Гејнсвил, САД                                 | 2. април 2016.                                |
| Најбољи европски резултат сезоне              | Турска · (Емре Зафер Барнес, Жак Али Харви, Изет Сафер, Рамил Гулијев)           | 38,31                                         | Ерзурум, Турска                               | 12. јун 2016.                                 |

## Сатница
| Датум   | Време | Коло          |
| ------- | ----- | ------------- |
| 9. јул  | 19:40 | Квалификације |
| 10. јул | 17:55 | Финале        |

## Освајачи медаља
|                                                                           |                                                                |                                                                           |
| Џејмс Дасаолу Адам Џемили Џејмс Елингтон Чиџинду Уџа Уједињено Краљевство | Марвин Рене Stuart Dutamby Микел-Меба Зезе Жими Вико Француска | Јулијан Ројс Свен Книпфалс Рој Шмит Лукас Јакупчик Роберт Херинг* Немачка |

## Резултати

### Квалификације
За 8 места у финалу квалификовале су се по три првопласиране штафете из обе квалификационе групе (КВ) и две штафете по постигнутом резултату (кв).,,
| Поз. | Гру. | Штафета              | Атлетичари                                                                    | НР    | Рез.  | Бел.    |
| ---- | ---- | -------------------- | ----------------------------------------------------------------------------- | ----- | ----- | ------- |
| 1.   | 1    | Уједињено Краљевство | Џејмс Дасаолу, Адам Џемили, Џејмс Елингтон, Чиџинду Уџа                       | 37,73 | 38,12 | КВ, ЕРС |
| 2.   | 1    | Немачка              | Јулијан Ројс, Свен Книпфалс, Роберт Херинг,Лукас Јакупчик                     | 38,02 | 38,25 | КВ, НРС |
| 3.   | 1    | Италија              | Масимилијано Фераро, Федерико Катанео, Давиде Манети, Фипипо Торту            | 38,17 | 38,58 | КВ, НРС |
| 4.   | 2    | Пољска               | Грегорж Зимнијевич, Пжемислав Словиковски, Адам Павловски, Карол Залевски     | 38,31 | 38,64 | КВ, НРС |
| 5.   | 2    | Холандија            | Ђовани Кодрингтон, Чуранди Мартина, Патрик ван Лејк, Dimitri Juliet           | 38,29 | 28,78 | КВ      |
| 6.   | 2    | Француска            | Марвин Рене, Стуарт Дитамби, Микел-Меба Зезе, Жими Вико                       | 37,79 | 38,85 | КВ, НРС |
| 7.   | 1    | Швајцарска           | Паскал Манчини, Рето Шенкел, Suganthan Somasunduram, Алекс Вилсон             | 38,54 | 38,88 | кв, НРС |
| 8.   | 1    | Украјина             | Роман Кравцов, Володимир Супрун, Игор Бодров, Виталиј Корж                    | 38,53 | 39,12 | кв      |
| 9.   | 1    | Шпанија              | Мауро Триана, Оскар Усиљос, Алберто Гвалда, Анхел Давид Родригез              | 38,46 | 39,15 | НРС     |
| 10.  | 2    | Норвешка             | Јонас Тапани Халонен, Jonathan Quarcoo, Хакон Моркен, Џејсума Сајди Ндуре     | 38,96 | 39,35 | НРС     |
| 11.  | 1    | Шведска              | Emil von Barth, Austin Hamilton, Том Клинг-Баптист, Јохан Висман              | 38,63 | 39,37 | НРС     |
| 12.  | 2    | Португалија          | Ancuiam Lopes, Френсис Обиквелу, Давид Лима, Карлос Насименто                 | 38,65 | 39,51 |         |
| 13.  | 1    | Ирска                | Џејсон Смит, Eanna Madden, Џонатан Браунинг, Маркус Лолер                     | 39.26 | 39,52 | НРС     |
| 14.  | 2    | Турска               | Умутџан Емектас, Жак Али Харви, Изет Сафер, Рамил Гулијев                     | 38,31 | 39,58 |         |
| 15.  | 2    | Финска               | Ету Рантала, Ото Ахлфорс, Санмули Самуелсон, Виле Милимаки                    | 39,29 | 39,68 |         |
| 16.  | 2    | Румунија             | Данијел Будин, Јоан Андреј Мелническу, Јонут Андреј Неагоје, Каталин Кампеану | 39,47 | 39,98 |         |

### Финале
Такмичење је одржано 10. јула 2016. године у 17:55.
| Поз. | Стаза | Штафета              | Атлетичари                                                                | Време | Белешка |
| ---- | ----- | -------------------- | ------------------------------------------------------------------------- | ----- | ------- |
|      | 5     | Уједињено Краљевство | Џејмс Дасаолу, Адам Џемили, Џејмс Елингтон, Чиџинду Уџа                   | 38,17 |         |
|      | 7     | Француска            | Марвин Рене, Стуарт Дитамби, Микел-Меба Зезе, Жими Вико                   | 38,38 | НРС     |
|      | 6     | Немачка              | Јулијан Ројс, Свен Книпфалс, Рој Шмит, Лукас Јакупчик                     | 38,47 |         |
| 4.   | 4     | Холандија            | Соломон Бокари, Чуранди Мартина, Патрик ван Лејк, Ђовани Кодрингтон       | 38,57 |         |
| 5.   | 8     | Италија              | Масимилијано Фераро, Федерико Катанео, Давиде Манети, Фипипо Торту        | 38,69 |         |
| 6.   | 3     | Пољска               | Грегорж Зимнијевич, Пжемислав Словиковски, Адам Павловски, Карол Залевски | 38,69 |         |
| 7.   | 1     | Швајцарска           | Паскал Манчини, Рето Шенкел, Suganthan Somasunduram, Алекс Вилсон         | 39,11 |         |
| 8.   | 2     | Украјина             | Роман Кравцов, Володимир Супрун, Игор Бодров, Виталиј Корж                | 39,46 |         |